# Scar Tissue (libro)
Scar Tissue es la autobiografía del cantante de los Red Hot Chili Peppers Anthony Kiedis. Fue lanzada en 2004 por Hyperion con autoría de Kiedis y Larry Sloman, que compiló información. La historia sigue a Kiedis desde su nacimiento en 1962 hasta el (entonces) día presente de comienzos de 2002. Habla sobre sus experiencias con la drogadicción y con el estrellato, y detalla las peleas con las que se enfrenta en la actualidad. El título fue tomado de la canción "Scar Tissue" lanzada cinco años antes en el álbum de los Chili Peppers Californication.
Según el libro, la primera experiencia de Kiedis en las drogas fue con su padre John Kiedis, un antiguo vendedor de drogas, a la edad de catorce años. En ese tiempo formó su banda, que adquirió mayor popularidad en los años 1980. Kiedis y su antiguo compañero de banda Hillel Slovak tenían una gran adicción a la droga. Tras la muerte de Slovak por una sobredosis de heroína en 1988, Kiedis escribió que estaba tan asustado que abandonó la ciudad, perdiéndose el funeral. Más tarde intentó abandonar su adicción pero reincidió en 1994 tras la extracción de una muela. Luego reveló que no estaba realmente limpio, como argumentaba en ese tiempo, durante finales de los años 1990, tras el lanzamiento de Californication. Desde el 24 de diciembre de 2000 no consume drogas. 
El libro alcanzó el puesto 17 en The New York Times Best Seller List.
Scar Tissue también fue muy clarificador para los mismos miembros de la banda. Flea, tras leerlo, descubrió que Kiedis había tenido una historia amorosa con su hermana. Debido a esto, el bajista dejó de leer la autobiografía ya que le resultaba duro conocer la versión de Kiedis sobre lo sucedido.